# لینداو (شلسویگ-هولشتاین)
لینداو (به آلمانی: Lindau) یک شهر در آلمان است که در رندسبورگ-اکرنفورده واقع شده است. لینداو ۱٬۳۵۴ نفر جمعیت دارد.